# Путешествие на доисторическую планету
«Путешествие на доисторическую планету» (англ. Voyage to the Prehistoric Planet) — американский фантастический фильм 1965 года, перемонтированный из советского фильма 1961 года «Планета бурь». Лента находится в общественном достоянии в США.

## О фильме
В 1962 году в СССР вышел в прокат один из первых советских фантастических фильмов о космическом путешествии — «Планета бурь». Фильм был сделан с использованием уникальных технологий комбинированной съёмки, намного опережавших существовавшие в те времена зарубежные аналоги. На родине особой славы фильм не снискал, но был выкуплен 28 странами, в том числе и США, где был перемонтирован студией «Америкэн Интернешнэл» («Roger Corman Productions» Роджера Кормана) с изъятием ряда эпизодов и добавлением новых, и в таком виде выпущен в американский прокат под названием «Путешествие на доисторическую планету». Никаких упоминаний о том, что это кинопродукция из СССР, не было, а в титрах советским актёрам, оставшимся в кадре, были даны английские имена и фамилии.
Британец Бэзил Рэтбоун и американка Фейт Домерг, которые появились в новых сценах, сыграли все свои эпизоды за полдня на съёмочной площадке фильма «Кровавая королева» (1966), в котором они в тот момент снимались.  
Премьера фильма состоялась в США 1 августа 1965 года, также фильм был показан в Испании 1 декабря 2003 года в рамках Международного кинофестиваля в Каталонии.
Получившаяся продукция пришлась по душе американскому зрителю, поэтому в 1968 году на экраны вышел фильм «Путешествие на планету доисторических женщин», который уже, в свою очередь, являлся незначительной переделкой «Путешествия на доисторическую планету».
В 2007 году фильм был показан по телевидению в составе шоу ужасов англ. Cinema Insomnia, позднее картина вышла на DVD.

## Сюжет
2020 год. Луна давно освоена и обжита. К Венере стартуют три космических корабля: «Вега», «Сириус» и «Капелла». Работу экспедиции координирует профессор Хартман, находящийся на лунной станции № 7. По пути они теряют «Капеллу» — столкновение с астероидом, но оставшиеся корабли добираются до цели и выходят на орбиту Венеры. Марша остаëтся на «Веге» на орбите, а Керн, Шерман и робот Джон спускаются на космопланере на поверхность Венеры. Вскоре радиосвязь с ними пропадает и тогда на поверхность спускается «Сириус». Его экипаж, Брендан Локхарт, Андрэ Ферно и Ганс Вальтерс, отправляются на поиски пропавших товарищей. Оказывается, что планета не только вулканически очень активна, но на ней обитают доисторические чудовища (динозавры, птерозавры), а также обнаружены следы разумной жизни.

## В ролях
| Актёр                                      | Роль                                              |
| ------------------------------------------ | ------------------------------------------------- |
| Бэзил Рэтбоун                              | профессор Хартман                                 |
| Фейт Домерг                                | доктор Марша Эванс                                |
| Борис Прутковский (в титрах — Джон Бикс)   | робот Джон                                        |
| Геннадий Вернов (в титрах — Роберт Шантал) | Андрэ Ферно, в оригинальном фильме — Алёша        |
| Георгий Жжёнов (в титрах — Курт Боден)     | Ганс Вальтерс, в оригинальном фильме — Бобров     |
| Юрий Саранцев (в титрах не указан)         | Аллен Шерман, в оригинальном фильме — Щерба       |
| Георгий Тейх (в титрах не указан)          | доктор Керн, в оригинальном фильме — Аллан Керн   |
| Владимир Емельянов (в титрах не указан)    | Брендан Локхарт, в оригинальном фильме — Вершинин |